# ری وینستون
ریموند اندرو «اندی» وینستون (به انگلیسی: Raymond Andrew "Andy" Winston) متولد ۱۹ فوریه ۱۹۵۷ میلادی، بازیگر بریتانیایی و متولد لندن است. او در فیلم‌هایی نظیر بن هور، رفتگان، شاه آرتور و کوهستان سرد به ایفای نقش پرداخته است. او به بازی در نقش شخصیت‌های تنومند مشهور است.

## اوایل زندگی
او در ناحیهٔ هاکنی لندن زاده شد. پدرش فروشندهٔ میوه و تره‌بار بود و مادرش نیز به خالی کردن بارهای میوه اشتغال داشت. وی از همان اوایل کودکی به بازیگری علاقه نشان می‌داد و به همراه پدرش به سینما می‌رفت. او از بازیگرانی همچون آلبرت فینی و جان وین به عنوان مشوقان دوران کودکی خود یاد می‌کند. او همچنین از طرفداران ورزش بوکس بود. به همین خاطر از دوازده سالگی به یکی از باشگاه‌های معروف بوکس آماتور لندن پیوست و در عرض ده سال توانست ازهشتاد و هشت مسابقه‌ای که برگزار کرد، در هشتاد مسابقه به پیروزی برسد.

## دوران بازیگری
پس از هنرآفرینی در چند فیلم که نقش‌های کوتاه را در آن‌ها بر عهده داشت؛ در سال ۱۹۹۷ در فیلم بدون دهان (به انگلیسی: Nil by Mouuth) به ایفای نقش اصلی پرداخت. این فیلم اولین اثر گری الدمن به عنوان نویسنده و کارگردان بود و وینستون توانست نامزد جایزه بفتای بهترین بازیگر نقش اول مرد شود.
در سال ۲۰۰۰ در کنار جود لا در فیلم عشق، غرور و اطاعت به ایفای نقش پرداخت و سپس در فیلم جانور سکسی در کنار بن کینگزلی بازی کرد که با استقبال منتقدان از فیلم و به‌ویژه بازی وینستون همراه شد.
در سال ۲۰۰۶ در کنار ستارگانی همچون جک نیکلسون، لئوناردو دی کاپریو و مت دیمون در فیلم رفتگان، ساختهٔ مشهور مارتین اسکورسیزی بازی کرد.
وینستون، در ده‌ها نقش منفی، در سینما و تلویزیون ظاهر شده است؛ انگار کاراکتر گانگستری، برازنده وی است. جدیدترین نقش گانگستری او، در سریال موفق «جنتلمن» The gentleman بود که توسط گای ریچی ساخته شده است. این سریال از فیلمی با همین نام که در سال ۲۰۱۹ اکران شده بود، الهام گرفته است. «جنتلمن» تداعی کننده سبک و سیاق گای ریچی بوده و ترکیبی از مخدر، دنیای ارباب‌ها، خشونت، بوکس، اسلحه را به مخاطب عرضه می‌کند.

## زندگی شخصی
او در سال ۱ هنگام ضبط فیلم «تابستان» با الین مک کاسلند ازدواج کرده است و سه دختر دارد، که دو نفرشان بازیگر هستند.
او از طرفداران تیم وستهام یونایتد است و لباس خانگی آنها را در سال ۲۰۰۹ تبلیغ کرد.

## گزیده فیلم‌شناسی
- تابستان
- هنری هشتم
- بدون دهان
- چهره
- آخرین برداشت
- عشق، غرور و اطاعت
- جانور سکسی
- کوهستان سرد
- از پادشاهان و پیامبران
- شاه آرتور
- وینسنت
- رفتگان
- بئوولف
- رنگو
- فرار از نقطه
- هوگو
- نقطه فروپاشی
- الفی هاپکینز
- آرزوهای بزرگ
- تفاله
- منطقه جنگی
- ملاقات با مارتا
- آخرین سفارش‌ها
- خانم‌ها و آقایان، لکه‌های شگفت‌انگیز
- جایزه‌بگیر: زندگی جم بلچر

## بخشی از جوایز
- کاندیدای بفتای بهترین بازیگر نقش اول مرد برای فیلم نکبت در سال ۱۹۹۷